# Kloster Jerichow

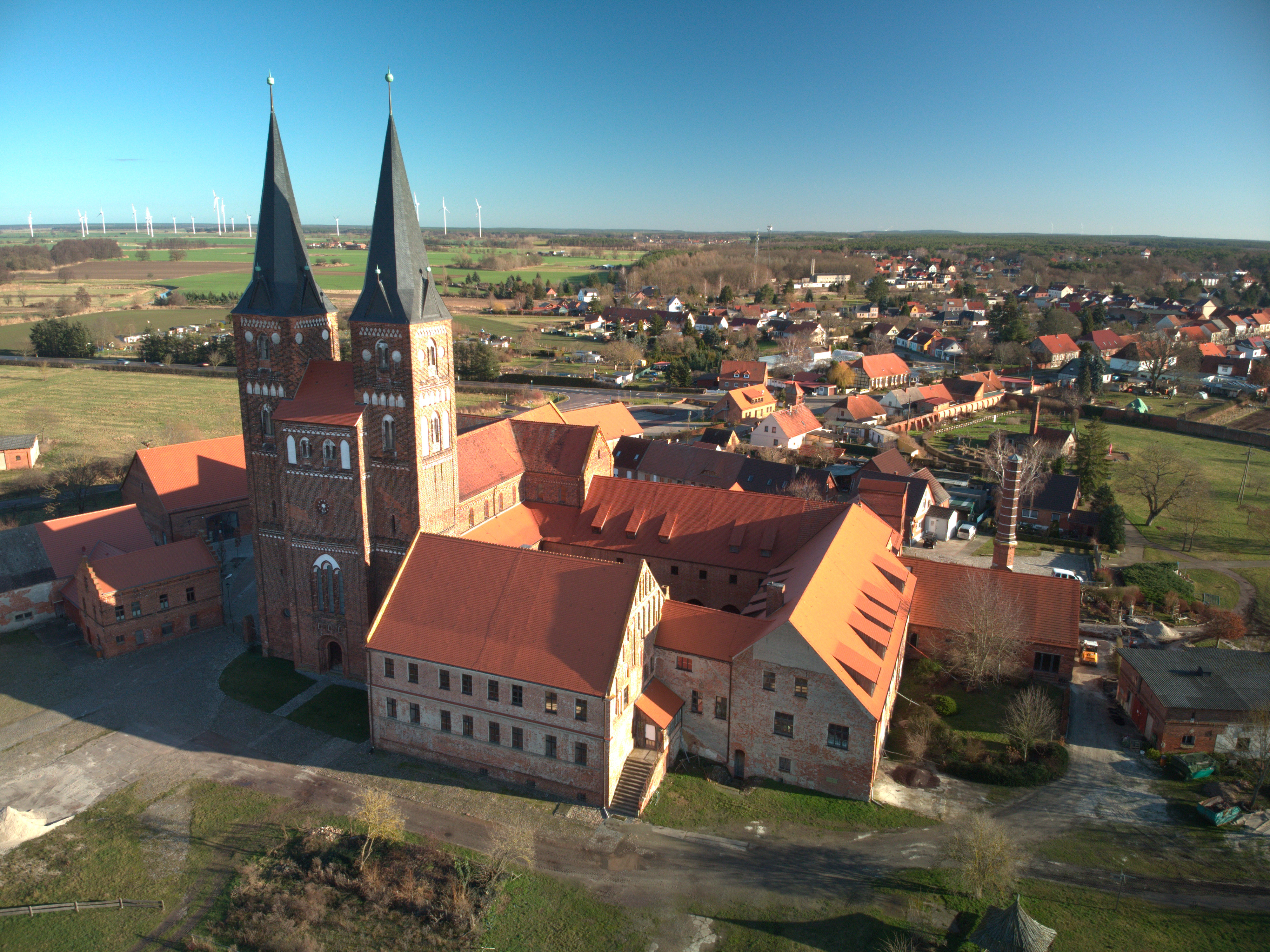
Kloster Jerichow im Luftbild von Südwesten (2022)

Das Kloster Jerichow mit seiner Stiftskirche St. Marien und St. Nikolaus ist eine romanische, auf ein ehemaliges Prämonstratenser-Chorherrenstift zurückgehende, Klosteranlage in der Stadt Jerichow im Osten des Bundeslandes Sachsen-Anhalt. Die Anlage ist als Baudenkmal ausgewiesen und ist eine der Stationen an der Straße der Romanik.

## Baugeschichtliche Bedeutung

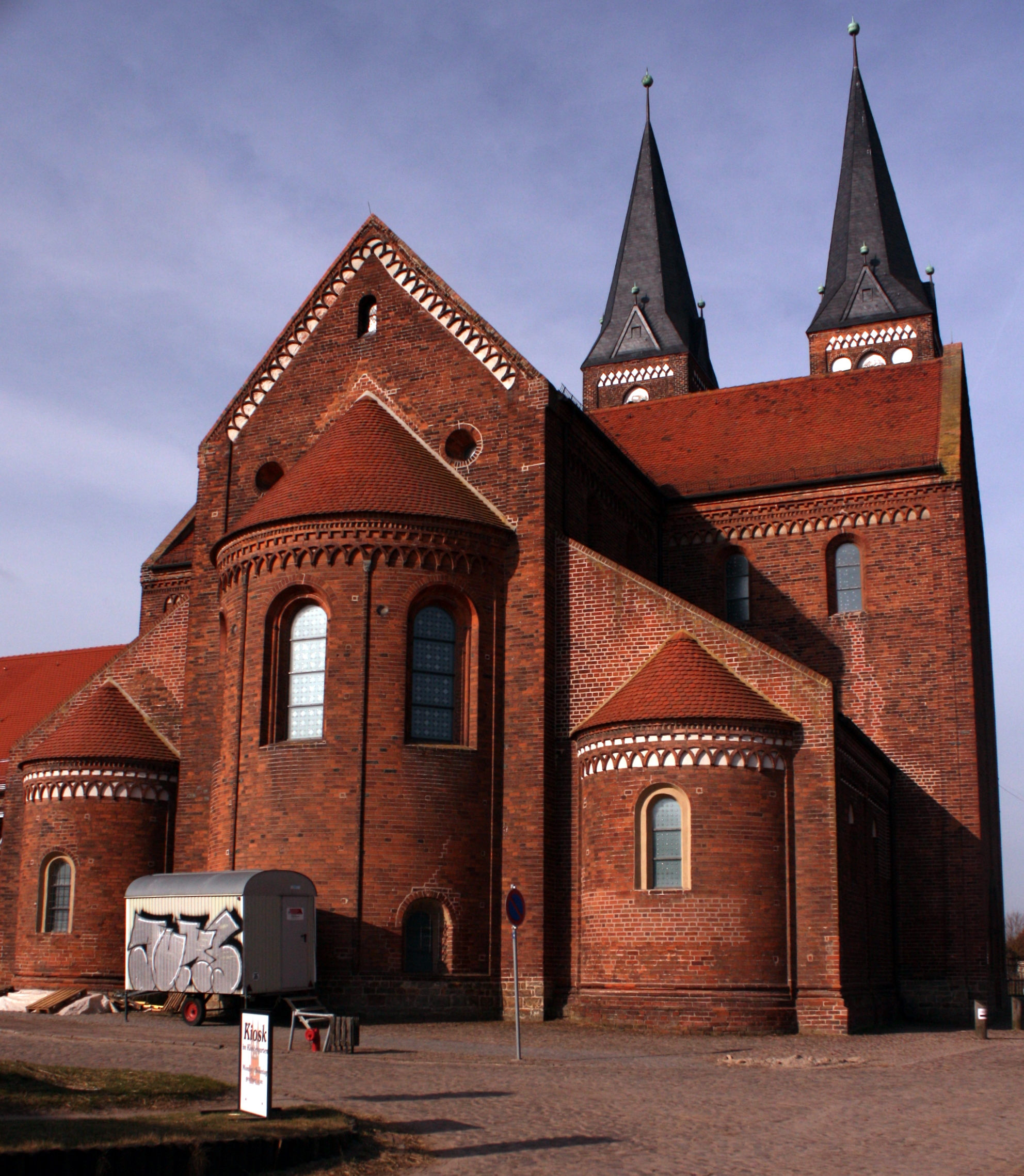
Stiftskirche: Apsiden, Chor, Querhaus und Schiff 1149–1172, ein Pionierwerk der Backsteinromanik (2011)

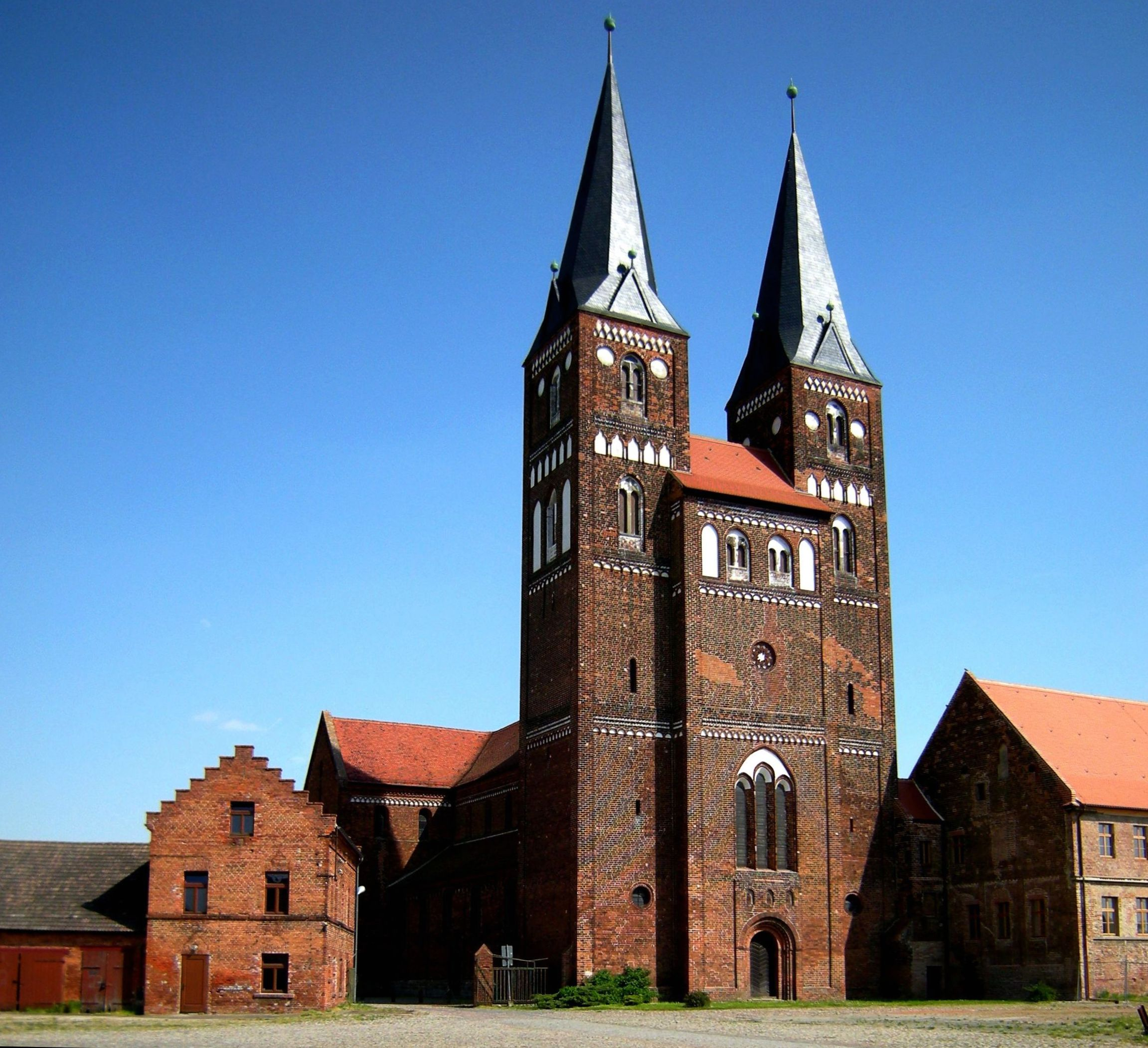
Stiftskirche: Westfassade und Türme 1256–1262, ein Werk der Frühgotik (2008)

Die Stiftskirche St. Marien und St. Nikolaus gehört als herausragendes Beispiel der Backsteinromanik zu den ältesten dieser Bauten in Norddeutschland und besitzt durch ihre künstlerische Vollendung eine Schlüsselstellung für die märkische Backsteinarchitektur. Die Basilika gehört der Spätromanik an, dazu gehören auch die leicht angespitzten Halbkuppeln der Apsiden und die Kapitellformen der Krypta. Die ab 1256 errichteten, 59 m hohen Türme hingegen gehören hinsichtlich Bauzeit und Fensterformen schon der Gotik an.
Kaum ein anderes romanisches Bauwerk hat nach seiner Errichtung so wenig spätere Veränderungen erfahren wie die Stiftskirche der Prämonstratenserpropstei Jerichow.
Für den Technik- und Stiltransfer aus Italien ist bedeutsam, dass in Jerichow an der Errichtung wenigstens in der Anfangszeit Bauleute aus Italien mitgewirkt haben. Diese direkte Mitwirkung ist nur für sehr wenige Bauten in Norddeutschland nachgewiesen.

## Kirchenrechtlich-ordenshistorische Einordnung
Ordensgeschichtlich handelte es sich in Jerichow nicht um ein Mönchskloster, sondern um ein Chorherrenstift des Prämonstratenserordens im Range einer selbständigen Propstei. Die Prämonstratenser folgen als Regularkanoniker der Ordensregel des Hl. Augustinus von Hippo. Dennoch wurde und wird Jerichow häufig allgemein als Kloster bezeichnet, während die baulich und kirchenrechtlich vergleichbaren Kreuzganganlagen neben dem Magdeburger Dom, dem Havelberger Dom und St. Peter und Paul (Brandenburg an der Havel) korrekter als Stift (hier zum Teil als Domstifte) und nicht als Klöster bezeichnet werden. In allen vier Fällen handelte es sich um Niederlassungen von Prämonstratenser-Chorherren. Jerichow war zudem Sitz eines Archidiakonats und betreute elf Pfarreien.

## Geschichte
Das Kloster wurde 1144 in der Nähe des Jerichower Marktes als Prämonstratenserstift von Dompropst Hartwig von Bremen gegründet. Die ersten Prämonstratenser-Chorherren kamen aus dem Magdeburger Liebfrauenstift. Jerichow gehörte zur Sächsischen Zirkarie des Ordens. Im Jahr 1148 wurde das Kloster nach außerhalb des Ortes an seine heutige Stelle verlegt und dort 1149 mit dem Bau der Stiftskirche begonnen. Unter Propst Isfried (1159–1179) wurden 1172 die Kirche und der Ostflügel fertiggestellt. Eine Beteiligung von Chorherren aus Jerichow bei der Gründung des Klosters Gramzow 1176/77 ist wahrscheinlich. Zwischen 1180 und 1200 erfolgte dann in Jerichow der Bau einer Krypta. Außerdem wurde die Kirche um die Nebenchöre erweitert, gefolgt von der Errichtung des Winterrefektoriums und des Amtshauses. Von 1220 und 1230 erbaute man das Sommerrefektorium und den Kreuzgang. Um das Jahr 1250 konnten die Bauarbeiten an den Klostergebäuden schließlich beendet werden.
Das Turmjoch mit den beiden markanten Türmen wurde erst 1256–1262 vor die Kirche gesetzt. Dementsprechend weisen sie abgesehen vom Westportal und stilistisch neutralen Friesen vor allem gotische Formen auf.

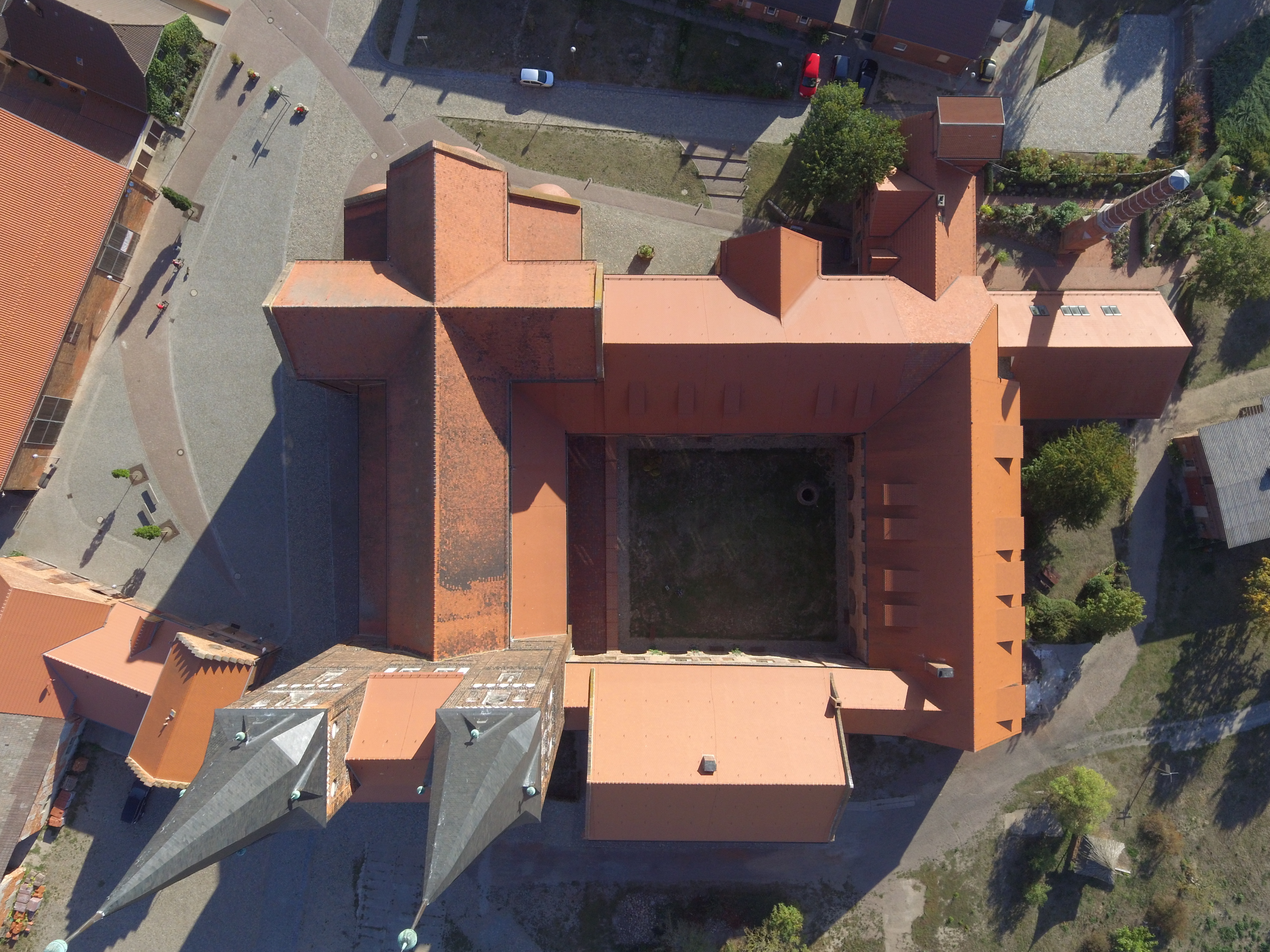
Orthofoto (Draufsicht) auf Klosterkirche, Klosterhof mit Kreuzgang und Nebengebäuden (2019)

Nach der Reformation wurde das Kloster Jerichow im 16. Jahrhundert aufgehoben. Die letzten Chorherren mussten das Kloster verlassen. Im Dreißigjährigen Krieg kehrten die Prämonstratenser 1628 zurück, bis 1631 kaiserliche und schwedische Truppen die Stiftsgebäude und -anlagen verwüsteten. Im Jahr 1680 wurde Jerichow schließlich kurbrandenburgische Staatsdomäne. Auf Anweisung von Kurfürst Friedrich Wilhelm von Brandenburg erfolgte 1685 die Instandsetzung der Kirche. Erst fast 200 Jahre später erfolgten erneute Reparaturarbeiten. Von 1853 bis 1856 wurde die Klosterkirche durch Ferdinand von Quast saniert.
Zum Ende des Zweiten Weltkriegs wurde während der Kämpfe zwischen der Wehrmacht und den US-Truppen die Westfassade der Klosterkirche durch amerikanische Artillerie beschädigt. Nach dem Krieg kam es 1946 zu einem Dachstuhlbrand des Ost- und des Südflügels. Während der DDR-Zeit erfolgte zwischen 1955 und 1960 die Instandsetzung der Klosterkirche und die Wiederherstellung des stilreinen romanischen Innenraums. Das Museum im Ostflügel wurde 1977 eröffnet. Zwar wurde von 1985 bis 1986 das Sommerrefektorium restauriert, aber die Schäden an den verbliebenen Klostergebäuden waren gravierend. So musste 1998 die gesamte Klosteranlage wegen schwerer Bauschäden baupolizeilich gesperrt werden. Die dann durchgeführten Sicherungs- und Restaurierungsmaßnahmen führten 1999 zur Aufhebung der Sperrung, die Arbeiten zum Erhalt der Klosteranlage wurden jedoch mehrere Jahre fortgesetzt. Am 13. Dezember 2004 wurde die Stiftung Kloster Jerichow gegründet. Die Stifter sind das Land Sachsen-Anhalt, die Evangelische Kirche in Mitteldeutschland (EKM), der Landkreis Jerichower Land, die Stadt Jerichow, die evangelische Kirchengemeinde Jerichow und der Förderverein Erhaltet Kloster Jerichow e. V. Mit dieser Gründung sind die ehemaligen – seit der Auflösung des Klosters – verstreuten Besitztümer wie Kirchengebäude, Klausurgebäude und ehemalige Staatsdomäne wieder zusammengefasst worden. Die Stiftung ist eine Stiftung nach privatem Recht.
Mit Wirkung vom 1. Januar 2022 wurde die Stiftung Kloster Jerichow in die Kulturstiftung Sachsen-Anhalt überführt. Das Kloster Jerichow gehört damit zum Vermögensbestand der öffentlich-rechtlichen Kulturstiftung Sachsen-Anhalt.

## Architektur der Kirche

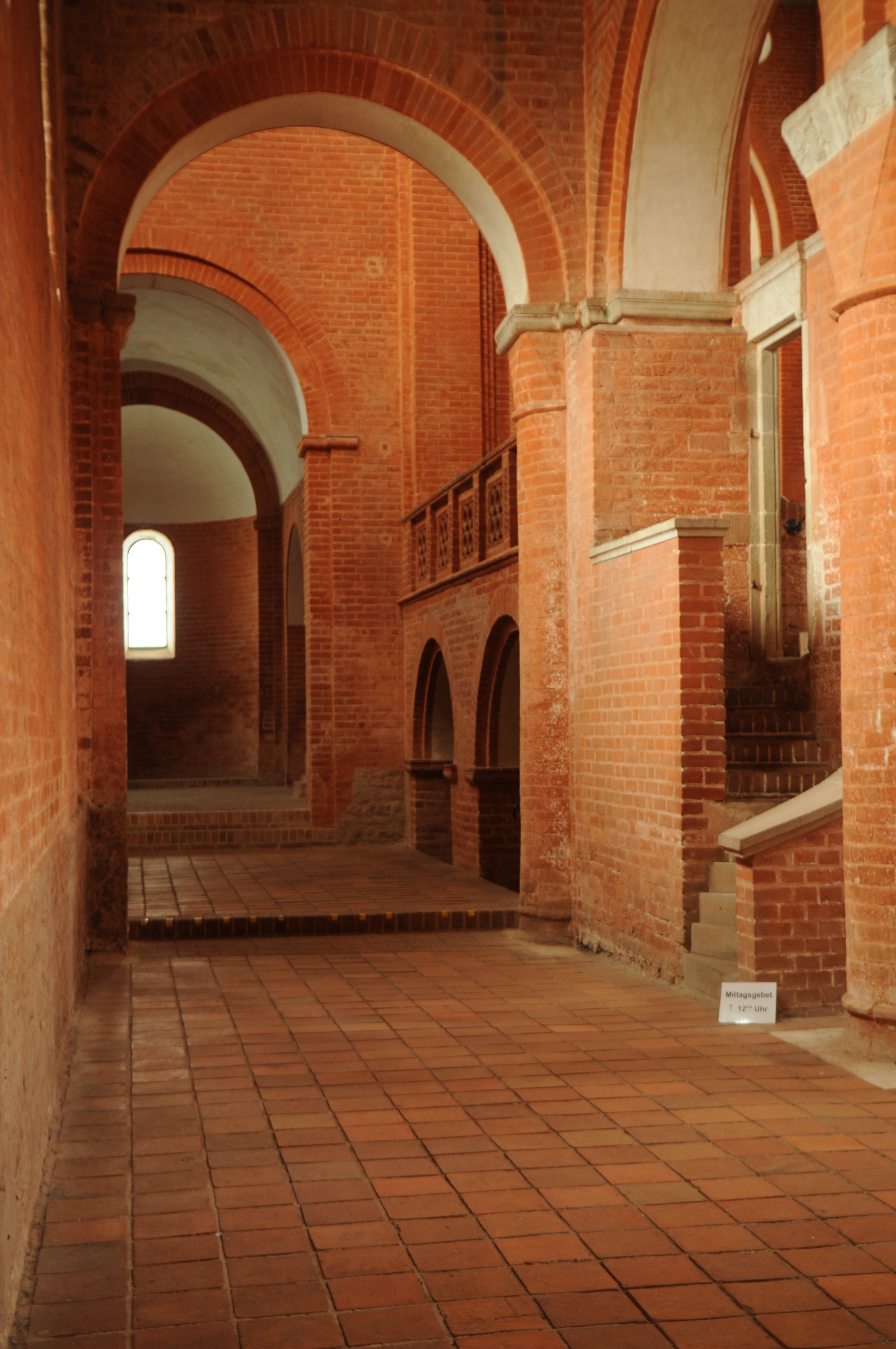
Seitenschiff, Südquerhaus, Nebenapsis
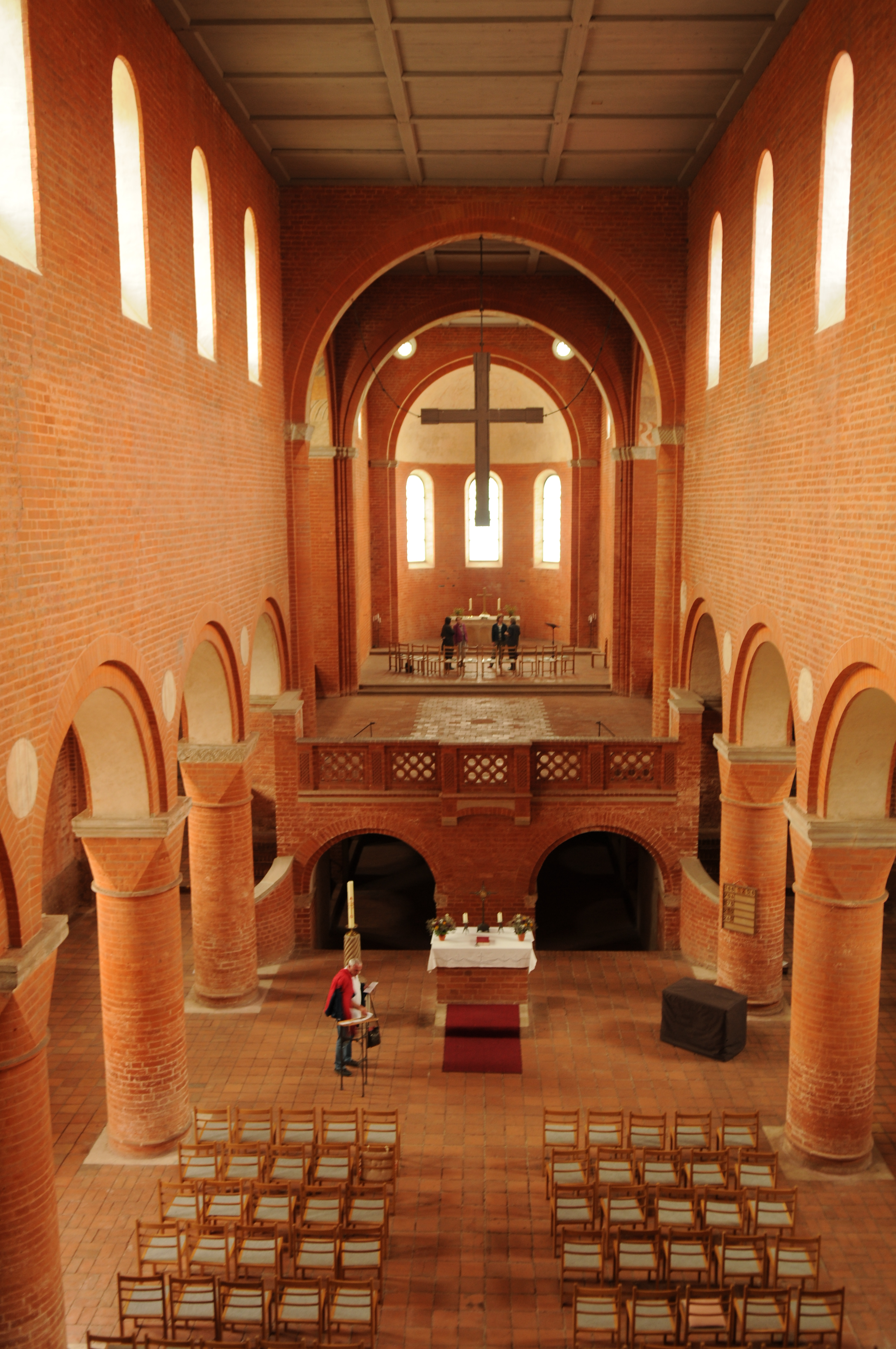
Mittelschiff, Vierung, Chor, Hauptapsis
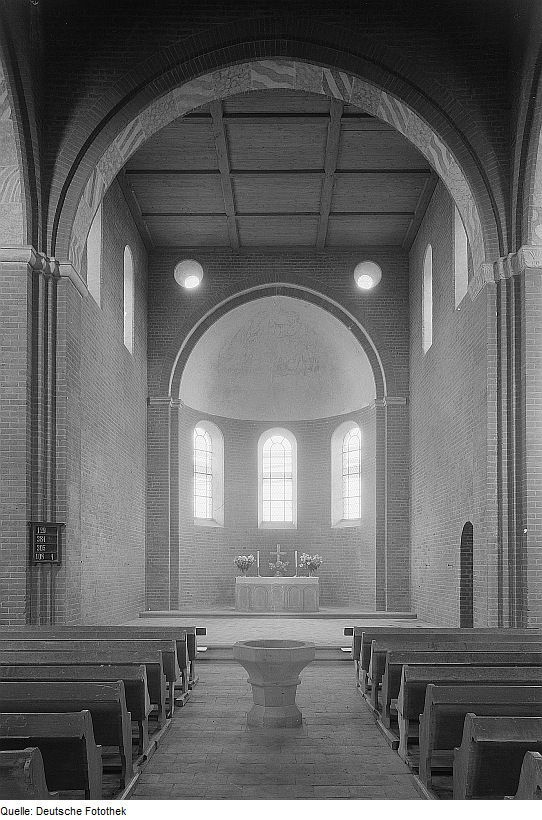
Chorquadrum und Apsis
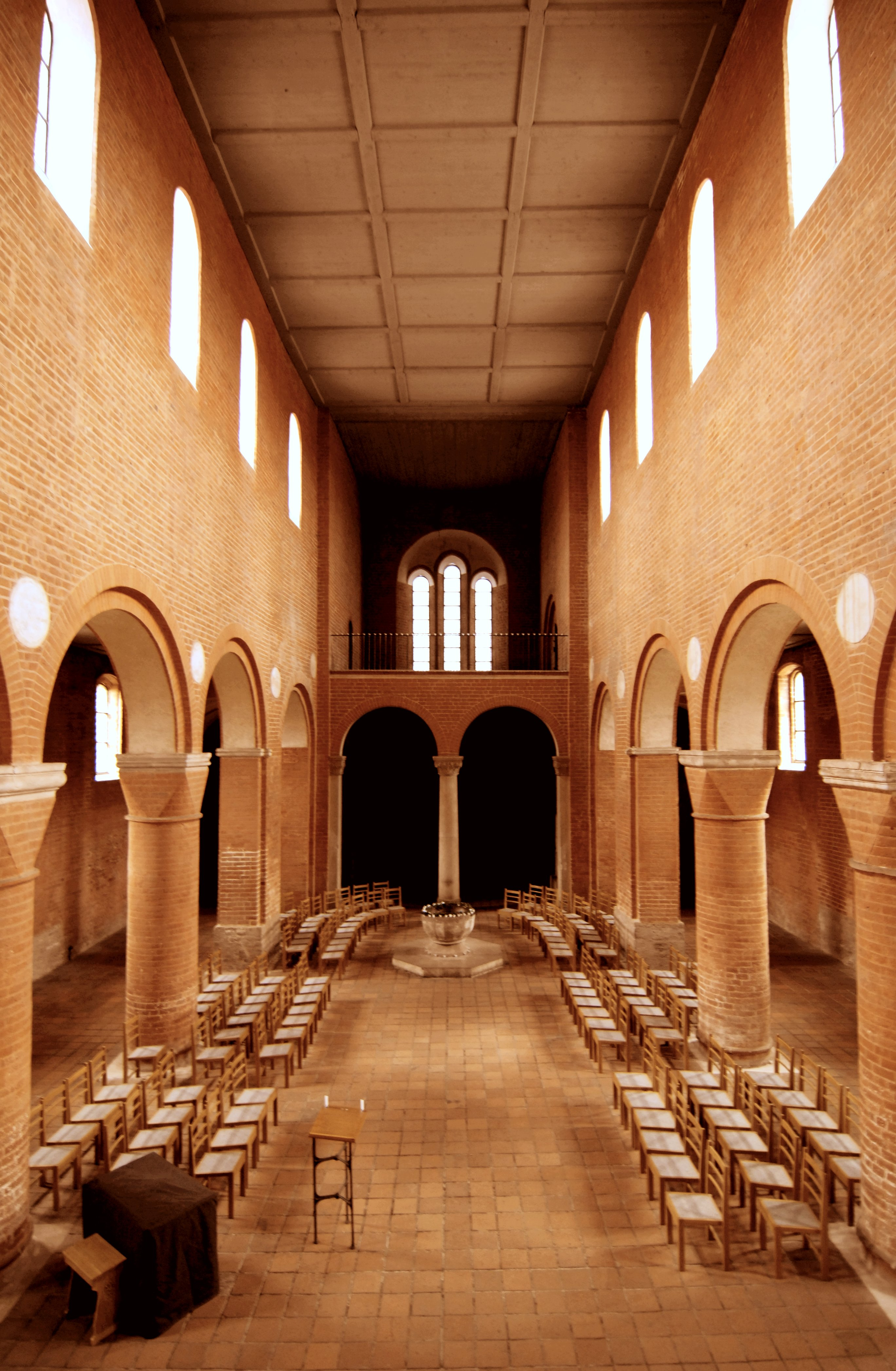
Mittelschiff nach Westen

Die Stiftskirche ist eine fünfjochige flachgedeckte Säulenbasilika und zeigt das vollständige Bauprogramm einer romanischen Kirche mit Krypta, Querhaus und dreiteiligem Chor. Sie war nach einer Urkunde aus dem Jahr 1172 zu diesem Zeitpunkt im Wesentlichen vollendet, doch gibt es nur wenige Unterlagen zur Baugeschichte. Trotz der für Mitteldeutschland frühen Bauzeit weist das Bauwerk bereits eine perfekte Backsteinbautechnik auf. Es wird angenommen, dass diese Technik durch oberitalienische Fachkräfte, welche nach Fertigstellung der Stiftskirche an kleineren Kirchenbauten weiterarbeiteten, vermittelt wurde. Doch stehen Teile der Kirche und die Pfeiler auf einem Sockel aus Grauwacke, was für eine Veränderungen des Bauplans bzw. des verwendeten Materials oder sogar für die Existenz eine Vorläuferbaus aus Holz und Lehm spricht.
Die Architektur der Stiftskirche hatte Einfluss auf umliegende Dorfkirchen wie in Schönhausen, Königsmark, Giesenslage, Redekin, Melkow, Großwulkow und Wust, in denen das Bauprogramm in reduzierter Form übernommen wurde, die jedoch in der Bautechnik teilweise fast an das Vorbild heranreichen.
Der ursprünglich einschiffige Chor wurde in Abänderung des Plans wohl noch während der ersten Bauzeit mit tonnengewölbten Nebenchören versehen. Die drei Chorteile sind jeweils mit einer Apsis ausgestattet. Das Äußere ist schlank proportioniert und reich mit Lisenen, Kreuzbogen- und Zahnschnittfriesen verziert.
Die feierliche Strenge des Innenraums wurde durch die Restaurierungen von 1856 und 1955–1960 noch betont. Die Brüstung des Chores und die Aufgänge zum Chor wurden erst bei der Restaurierung 1856 eingebaut, ebenso die Westempore. Die zweischiffige Krypta zeigt an den Säulen Kapitelle in hellgrauem Sandstein mit aufwändigen, feingearbeiteten Palmetten- und Diamantbandverzierungen, teils auch figürliche Darstellungen aus der Zeit um 1180. Die Kirche besitzt einen Westbau, der erst in der zweiten Hälfte des 15. Jahrhunderts mit den oberen Geschossen und den Spitzhelmen versehen wurde. In gotischer Zeit erfolgte auch der zweigeschossige Ausbau des südlichen Nebenchores.

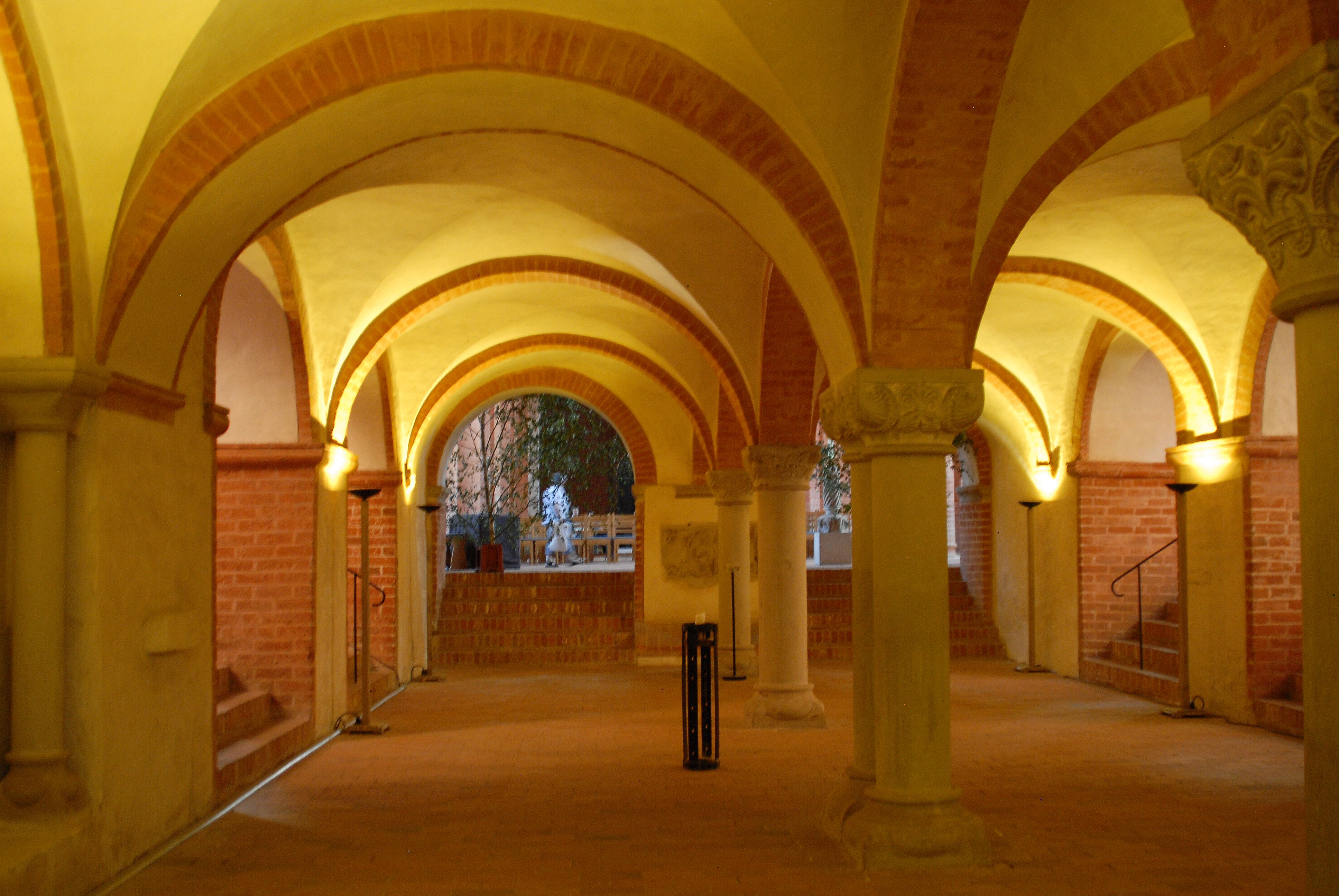
Krypta
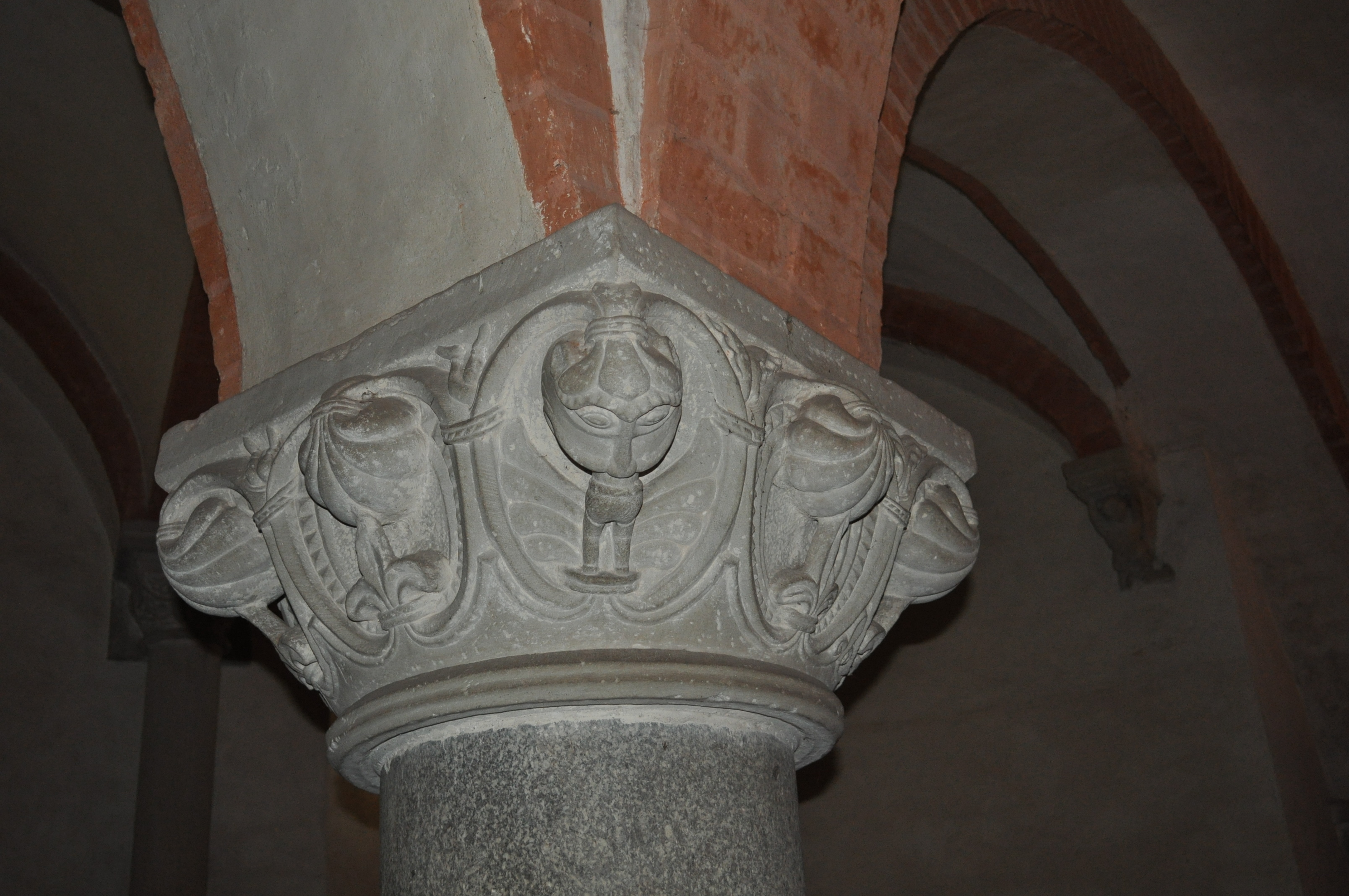
Kapitell in der Krypta

## Ausstattung

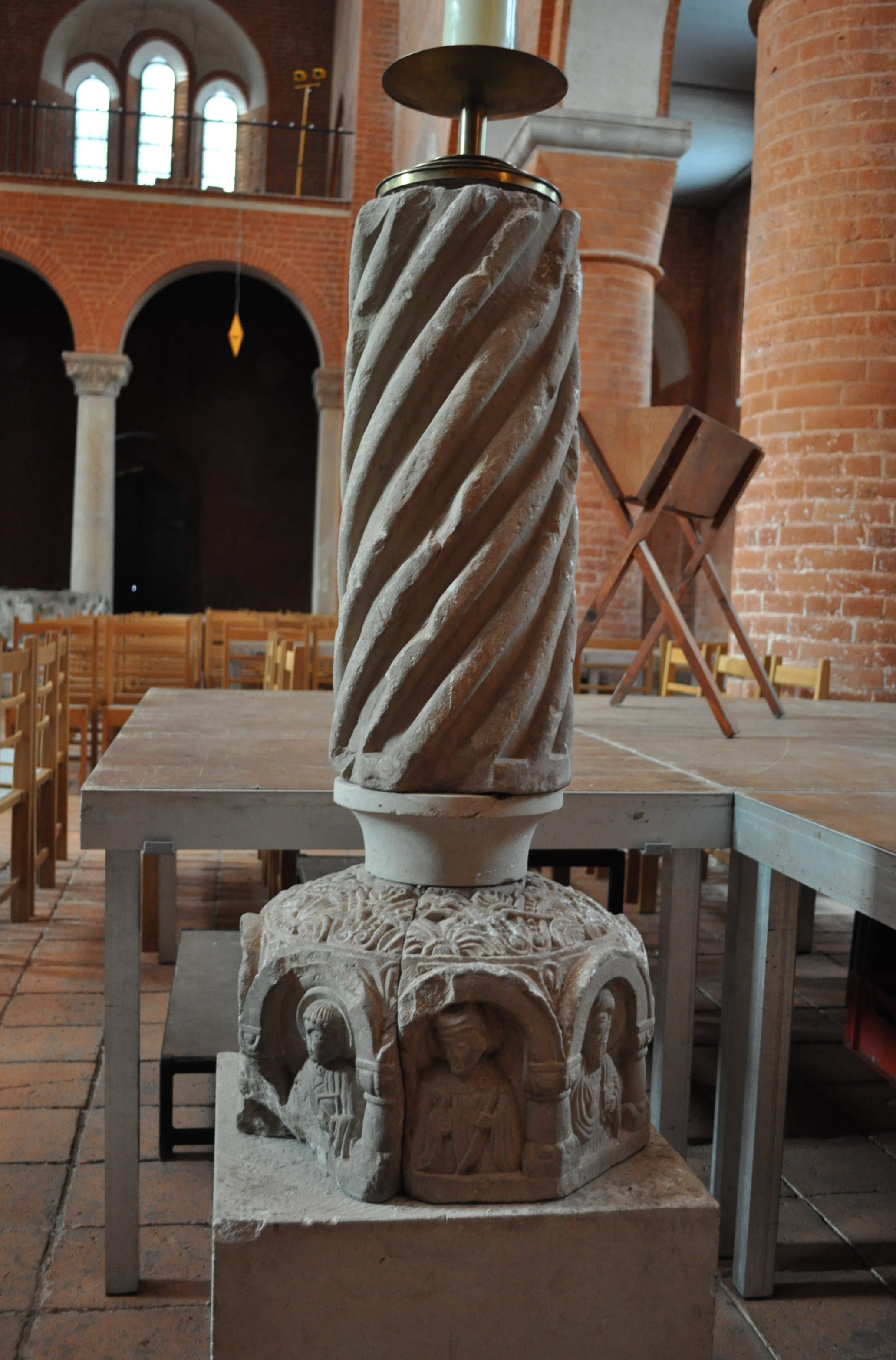
Osterleuchter

Der Fuß eines Osterleuchters mit einer vermutlich ursprünglich nicht zugehörigen gedrehten Säule aus Sandstein ist wohl um 1170 entstanden. Er zeigt in niedrigen Rundbogenarkaden sechs Halbfiguren von hochromanischer Strenge.
Zu erwähnen ist weiterhin ein Taufstein aus Sandstein aus der ersten Hälfte des 13. Jahrhunderts, der an der sechzehnseitigen kannelierten Kuppa mit Halbkreisschilden mit Blattwerk verziert ist. Ein zweiter achtseitiger Taufstein entstammt spätgotischer Zeit. Am westlichen Pfeiler der Krypta ist ein feingearbeitetes Sandsteinrelief der Marienkrönung zu sehen, das aus dem vierten Viertel des 14. Jahrhunderts stammt.
Die Verglasung aus den Jahren 2006–2009, insgesamt 54 Fenster, stammt von Jochem Poensgen.
Einige Grabdenkmäler und Epitaphien aus dem Mittelalter und aus der frühen Neuzeit sind in der Turmhalle und in der Krypta aufgestellt. Davon sind die zwei Epitaphien in Hochrelief für die zwei Ritter H. von Griben und H. H. Grope (beide † 1370) und die Figurengrabsteine für J. von Meyendorf († 1303) und einen Geistlichen († 1342) sowie der Grabstein in Flachrelief für H. von Krusemark († 1566?) zu erwähnen.

## Glocken
Zwei historisch bedeutsame Kirchenglocken bilden das Geläut. Die kleinere Glocke stammt aus der Zeit um 1300 und ist in sogenannter Zuckerhutrippe gegossen worden. Ihre Inschrift nennt den Namen des Gießers. Die Glocken hängen im Holzglockenstuhl an neuen geraden Holzjochen.
| Nr. | Name            | Gussjahr  | Gießer       | Durchmesser (mm) | Masse (kg) | Nominal (16tel) |
| 1   | Osanna          | 1354      | unbekannt    | 1473/1476        | ~2000      | d1 −9           |
| 2   | Zuckerhutglocke | nach 1300 | Meister Tamo | 675              | 0~250      | g2 −2           |

## Klausurgebäude
Die Klausurgebäude sind zu großen Teilen, wenn auch vielfach verändert, erhalten. Sie werden durch ein Säulenportal (das „Chorherrenportal“) am südlichen Seitenschiff der Kirche erschlossen, das eine moralisierende Darstellung von einem predigenden Fuchs in der Mönchskutte zeigt (die sog. „Gänsepredigt“). Der Ostflügel der Klausur ist gemeinsam mit der Kirche im dritten Viertel des 12. Jahrhunderts entstanden. Er enthielt einst neben der Kirche den Kapitelsaal, die Küche, eine Treppe zum Dormitorium und zwei jeweils dazwischen befindliche Rechteckräume.

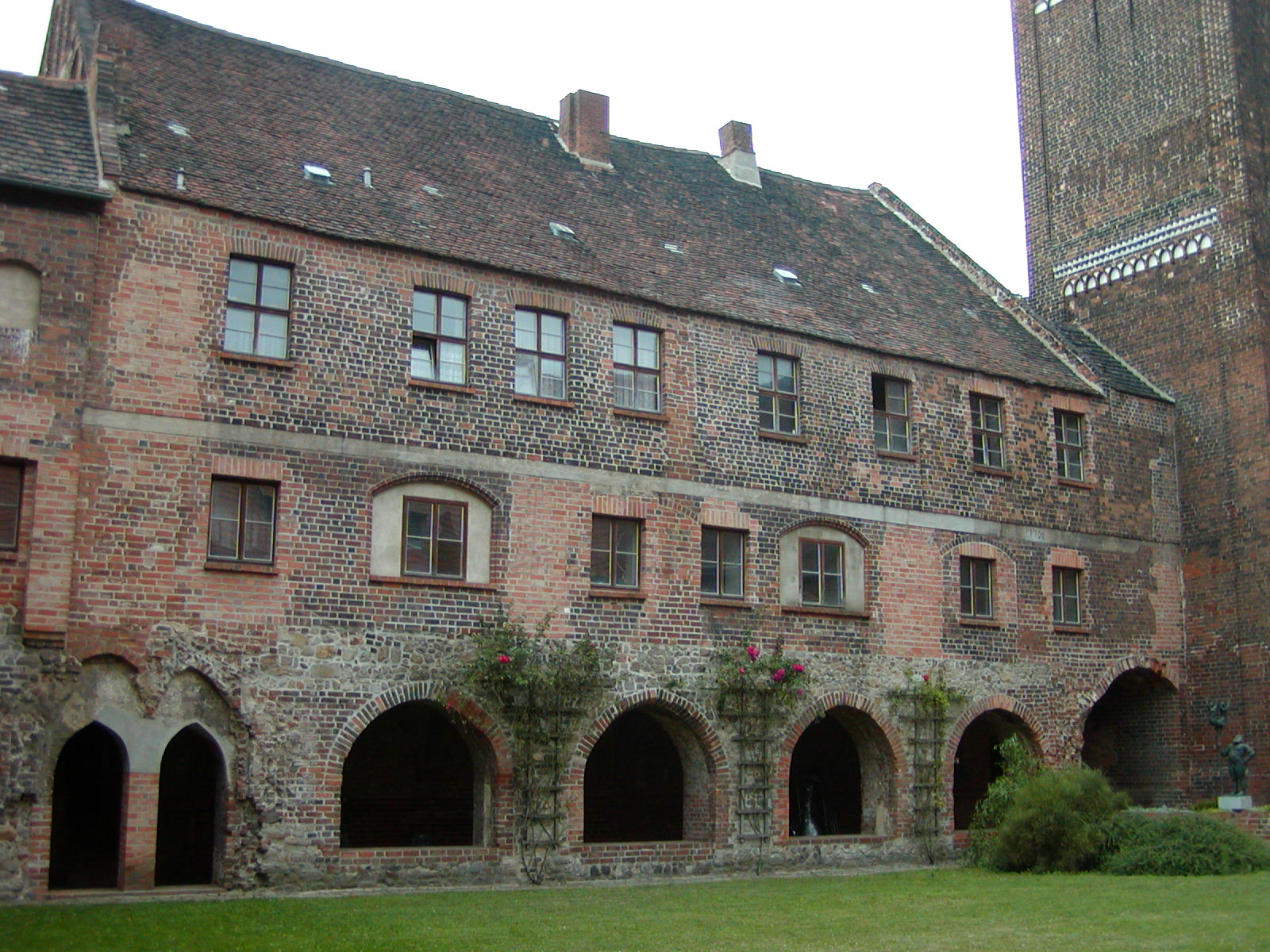
Westliches Klostergebäude mit Kreuzgang unter Arkaden
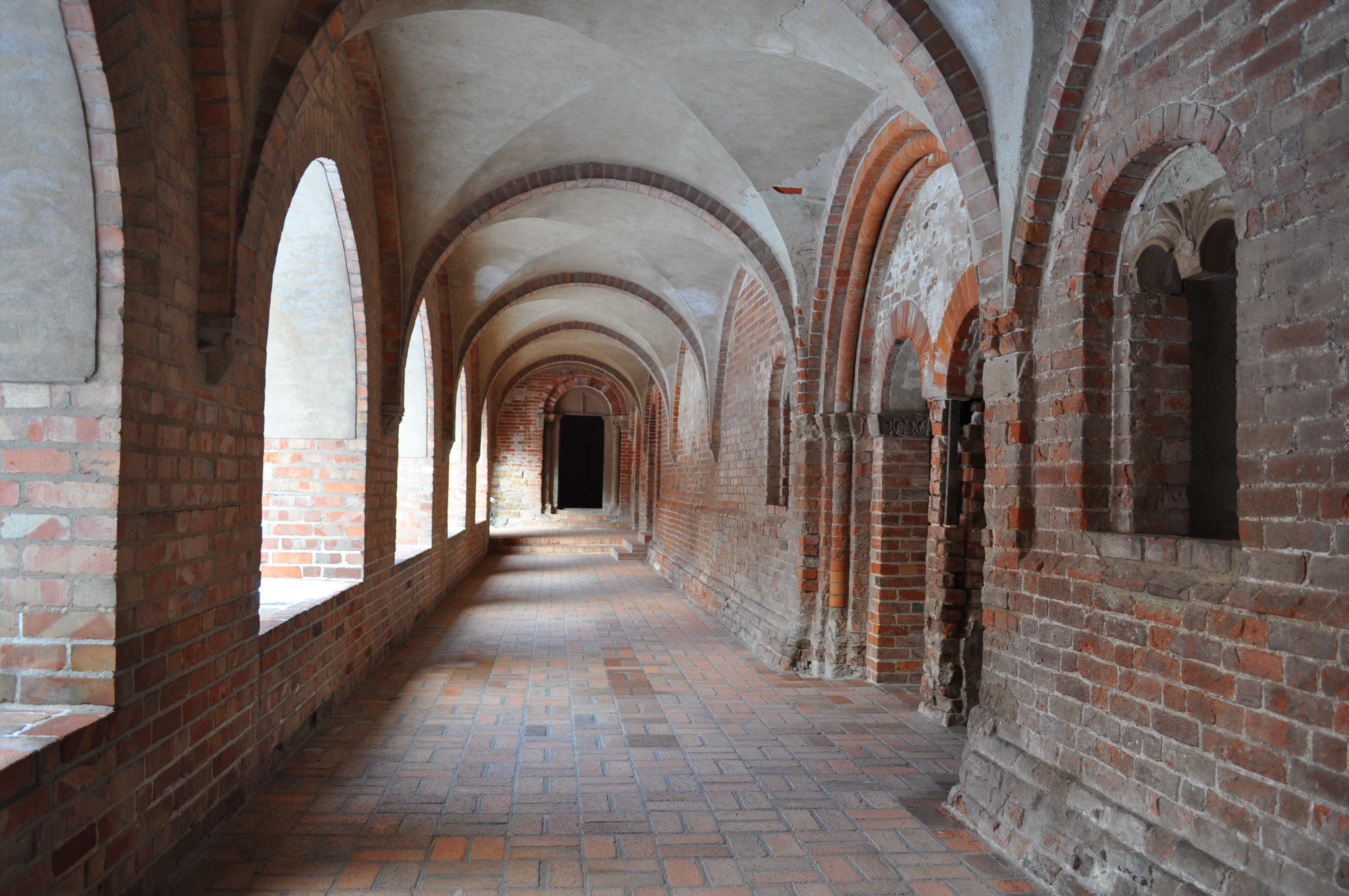
Ostflügel des Kreuzgangs, Blick nach Norden

Im zweischiffigen, dreijochigen Kapitelsaal werden die sechs Kreuzgratgewölbe von zwei Säulen getragen, die vermutlich älter als diejenigen der Krypta sind. Vom Kreuzgang her wird der Kapitelsaal durch ein doppeltes Rundbogenportal erschlossen. Die Küche wird von vier Kreuzgratgewölben über einer Mittelsäule mit Würfelkapitell abgeschlossen.

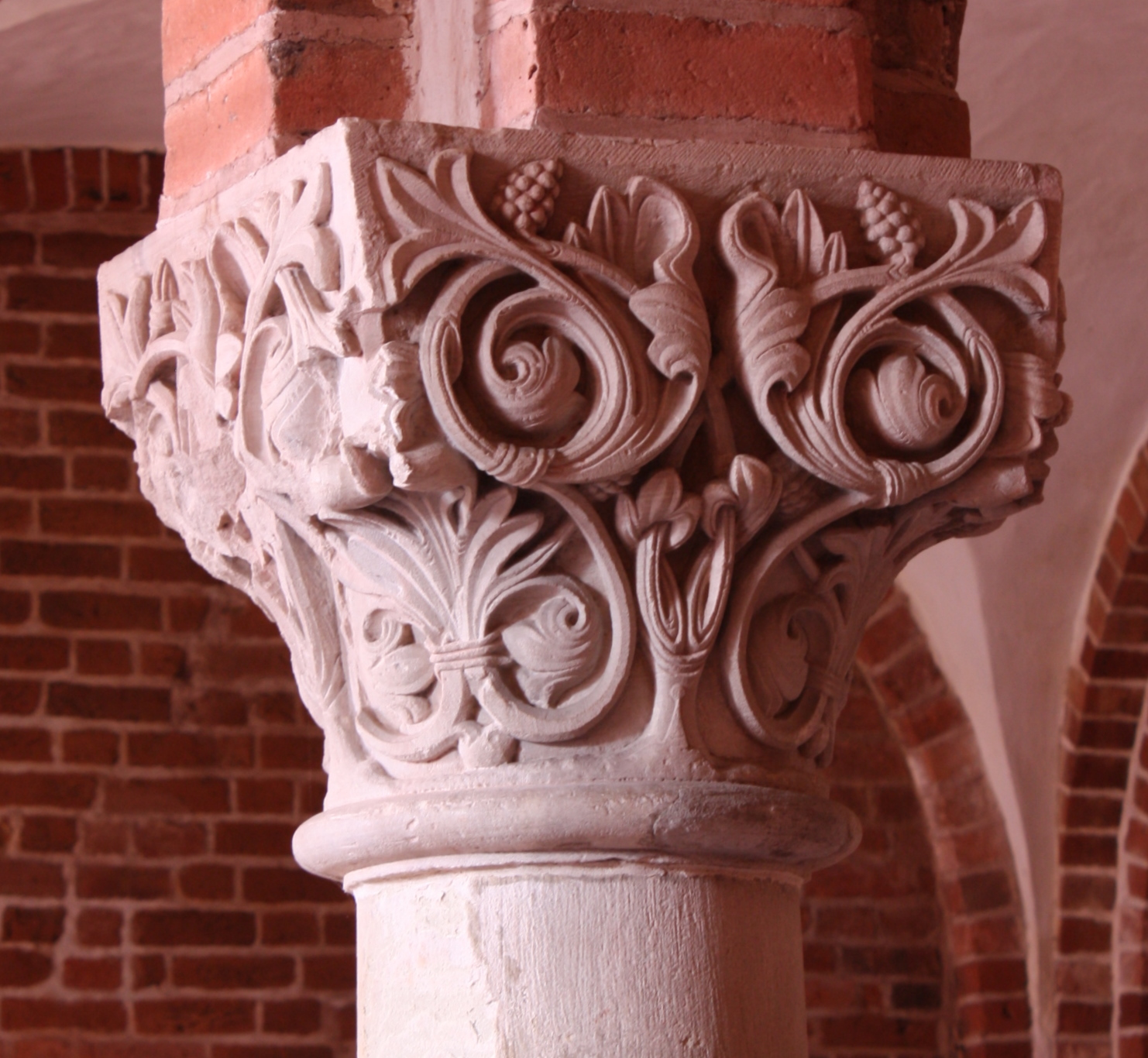
Kapitell im Sommerrefektorium

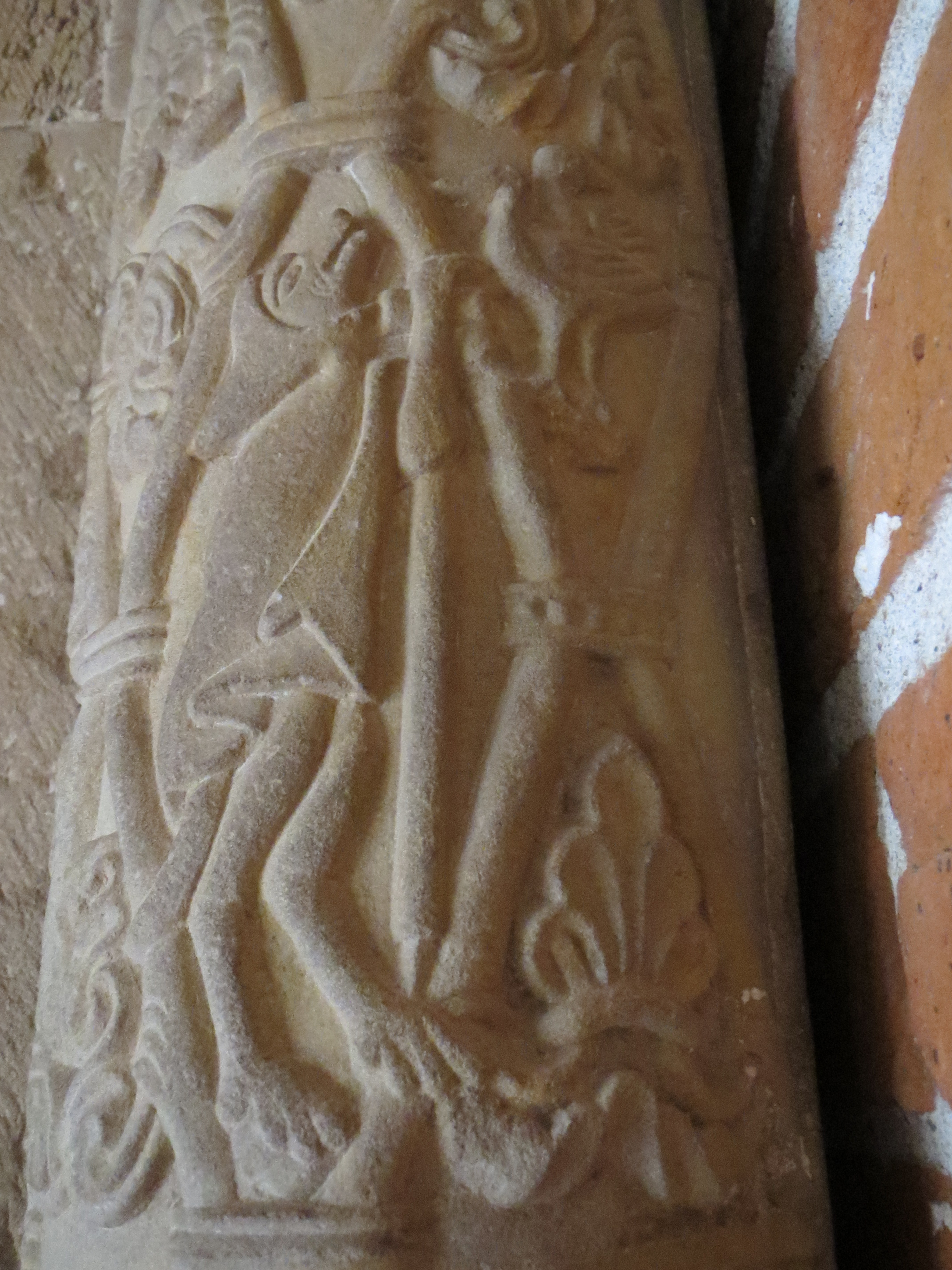
Als Mönch verkleidet predigender Fuchs

Der gegen 1240 hinzugefügte Südflügel der Klausur enthält das Sommer- und das Winterrefektorium, die jeweils aus zwei Schiffen und vier Jochen bestehen, die ursprünglich mit dem Kreuzgang verbunden waren. In der sehr früh erfolgten Vermauerung wurden Freipfeiler wechselnder Form entdeckt. Die drei Säulen in der Raummitte des östlich gelegenen Sommerrefektoriums haben feingearbeitete Kapitelle mit Rankenwerk und Akanthusschmuck. Das westliche Winterrefektorium ist schlichter, das westliche Joch ist durch eine Mauer abgetrennt. Die Mittelstützen zeigen an den Kapitellen Palmettenschmuck und Vögel.
Der Westflügel der Klausur wurde mehrfach eingreifend verändert. Der mit großen breiten Spitzbogenarkaden zum Hof geöffnete Kreuzgang stammt in den westlichen Teilen aus dem 13. Jahrhundert; der nördliche Kreuzgangflügel ist nicht erhalten. Der Kreuzgang ist mit Kreuzgratgewölben geschlossen. Aus unbenutzten Konsolen mit Palmettenschmuck im Nordjoch des Westflügels lässt sich schließen, dass der Kreuzgang und beide Refektorien bei Erneuerungsarbeiten im 15. Jahrhundert neu gewölbt wurden.